# La Sauvetat-du-Dropt
La Sauvetat-du-Dropt é uma comuna francesa na região administrativa da Nova Aquitânia, no departamento Lot-et-Garonne. Estende-se por uma área de 10,29 km². Em 2010 a comuna tinha 548 habitantes (densidade: 53,3 hab./km²).